# Heybridge
Heybridge is een civil parish in het bestuurlijke gebied Maldon, in het Engelse graafschap Essex met 8175 inwoners.